# 北緯89度線
北緯89度線（ほくい89どせん）は、地球の赤道面より北に89度の角度を成す緯線。北極内部にあり、全域が北極海を通過する。
この緯度の下では、3月22日頃から9月22日頃までの約6ヶ月は白夜になり、9月28日頃から3月15日頃までの5ヶ月半余りの間は極夜になる。北極探検においてはこの緯線より北の地域は英語で「last degree」と呼ばれる。探検家に与えられる称号である探検家グランドスラムにおいては、北緯89度線から北極点までの踏破をもって北極点制覇とみなされる。この緯線から北極点までの距離は約60海里（約111km）である。

## 通過する地域一覧
北緯89度線は、本初子午線から東に向かって以下の場所を通っている。
| 地理座標                                          | 国土・領土・領海 | 備考 |
| ------------------------------------------------- | ---------------- | ---- |
| 北緯89度0分 東経0度0分 / 北緯89.000度 東経0.000度 | 北極海           |      |